# Kanton Saint-Jean-le-Blanc
Saint-Jean-le-Blanc is een kanton van het Franse departement Loiret. Het kanton maakt deel uit van het arrondissement Orléans.

## Gemeenten
Het kanton Saint-Jean-le-Blanc omvatte tot 2014 de volgende 3 gemeenten:
- Saint-Cyr-en-Val
- Saint-Denis-en-Val
- Saint-Jean-le-Blanc (hoofdplaats)

Na de herindeling van de kantons door het decreet van 25 februari 2014 met uitwerking op 22 maart 2015 omvat het kanton volgende 9 gemeenten : 
- Férolles
- Ouvrouer-les-Champs
- Saint-Denis-en-Val
- Saint-Jean-le-Blanc (hoofdplaats)
- Sandillon
- Sigloy
- Tigy
- Vannes-sur-Cosson
- Vienne-en-Val